# سرابلة
سرابلة (بالفارسية: سرابله) هي منطقة سكنية تقع في إيران في البلدة المركزية. يقدر عدد سكانها بـ 9,703 نسمة .

## الاقتصاد
تعتبر الزراعة من أهم المهن التي تمارس في هذه المنطقة، ومعظمها زراعة القمح، والشعير، والبازلاء والعدس وزراعة الأرز.